# Знаменский, Георгий Андреевич
Георгий Андреевич Знаменский (04.03.1901, Санкт-Петербург, Российская Империя − 18.02.1955, Ленинград, СССР) — военный врач, генерал-майор медицинской службы, главный эпидемиолог Юго-Западного, Сталинградского, Донского (июнь 1942 — март 1943 гг.), Центрального (март-ноябрь 1943 гг.) и 1-го Белорусского (ноябрь 1943 — июль 1945 гг.) фронтов и Центральной группы Советских оккупационных войск в Германии, директор Ленинградского ордена Ленина института усовершенствования врачей им. С. М. Кирова и заведующий кафедрой эпидемиологии (с 1945 г.), начальник кафедры военной эпидемиологии и дезинфекции (в 1960 г. переименованной в кафедру общей и военной эпидемиологии) Военно-медицинской Академии им. С. М. Кирова.

## Биография
Вначале воспитывался в Воспитательном доме Санкт-Петербурга, затем был передан в семью крестьянина Иванова из деревни Корыхново Валдайского уезда Новгородской губернии.
Окончил сельскую церковно-приходскую школу с похвальным листом; в 1915 г. готовился под руководством народного учителя А. М. Знаменского к поступлению в Мариинскую учительскую семинарию в г. Павловске, куда был зачислен в результате конкурса как лучший из учеников после сдачи вступительных экзаменов.
По окончании Мариинской учительской семинарии в 1919—1920 годах работал инспектором народных школ Бологовского уезда.
В 1920 г. был принят на первый курс медицинского факультета Петроградского Государственного Университета. В 1922 году переведен на второй курс слушателем Военно-медицинской академии, которую окончил в 1926 году.
В 1929—1931 гг. состоял экстерном микробиологического отдела при Институте микробиологии и эпидемиологии Узбекской ССР.
В 1931 г. участвовал в качестве начальника санитарной части в военном походе против басмачества (Каракумские пески) в составе десантного отряда Военного училища имени Ленина.
С 1926 по 1935 годах работал врачом в войсках Среднеазиатского военного округа (САВО), занимая различные должности от младшего ординатора Ташкентского окружного военного госпиталя до начальника Санитарно-эпидемиологической лаборатории Среднеазиатского военного округа.
В 1935—1936 гг. возглавлял военную противоэпидемиологическую организацию по охране государственных границ от распространения особо опасных инфекций со стороны Ирана, Афганистана и Западного Китая, возглавлял противоэпидемиологическую службу Среднеазиатского военного округа и лично принимал участие в ликвидации очагов и эпидемических вспышек малярии, сыпного тифа, брюшного тифа, бруцеллёза, амебиоза, спирохетоза, азиатской холеры.
В 1936—1938 гг. состоял начальником Санитарно-эпидемиологической лаборатории Московского военного округа и преподавателем Центрального института усовершенствования врачей Наркомздрава СССР.
В 1939—1941 гг. − преподаватель и начальник кафедры эпидемиологии Куйбышевской военно-медицинской академии.
В течение 1942—1945 гг. занимал должность Главного эпидемиолога Юго-Западного, Сталинградского, Донского (июнь 1942 — март 1943 гг.), Центрального (март-ноябрь 1943 гг.) и 1-го Белорусского (ноябрь 1943 — июль 1945 гг.) фронтов и Центральной группы Советских оккупационных войск в Германии.
В 1942—1945 гг. организовывал ликвидацию эпидемических вспышек азиатской холеры в районах Сталинграда и Астрахани, проводил мероприятия по ликвидации эпидемии туляремии в районе среднего течения Дона, эпидемических очагов сыпного тифа на Центральном фронте и в БССР, участвовал в ликвидации эпидемии дизентерии в Померании и Польше.
После капитуляции немецко-фашистских войск занимался организацией мероприятий по санитарной очистке Берлина, а также противоэпидемиологическим обеспечением миллионов репатриантов и помощью гражданскому населению Восточной Германии.
Степень кандидата медицинских наук присуждена в 1936 г., степень доктора медицинских наук — в 1942 г.
Звание профессора присвоено в 1946 г.
Написаны научные работы по микробиологии, эпидемиологии, субтропическим инфекциям, гигиене и военной медицине.
Награждён орденами Ленина, Красного Знамени, двумя орденами Отечественной войны 1-й степени, орденом Отечественной войны 2-й степени, орденом Красной Звезды; медалями «За оборону Сталинграда», «За взятие Варшавы», «За взятие Берлина», «За победу над Германией в Великой Отечественной войне 1941—1945 гг».
Член ВКПб с 1945 г. В 1948 г. избран депутатом Ленинградского городского совета и членом Смольнинского районного комитета ВКПб.
С 1945 по 1951 год − директор Ленинградского ордена Ленина института усовершенствования врачей им. С. М. Кирова и заведующий кафедрой эпидемиологии.
В феврале 1951 г. избирается учёным советом Военно-медицинской академии им. С. М. Кирова начальником кафедры военной эпидемиологии и дезинфекции (в 1960 г. переименованной в кафедру общей и военной эпидемиологии).
Скончался в феврале 1955 г. в Ленинграде, похоронен на Богословском кладбище.